# Rizal, Palawan
Rizal là một đô thị hạng 2 ở tỉnh Palawan, Philippines. Theo điều tra dân số năm 2000, đô thị này có dân số 31.745 người trong 6.916 hộ.

## Barangay
Rizal được chia thành 11 barangay.
- Bunog
- Campong Ulay
- Candawaga
- Canipaan
- Culasian
- Iraan
- Latud
- Panalingaan
- Punta Baja
- Ransang
- Taburi